# Рекичка (село)
Рекичка е село в Северна България. Намира се в община Златарица, област Велико Търново.
Старoто име на селото е Ковчаз. Към 1934 г. селото има 54 жители. В днешно време няма постоянно население. Влиза в землището на село Средно село.